# Xavier Quevedo
Xavier Antonio Quevedo (Bachaquero, Zulia, 21 de enero de 1991) es un ciclista venezolano.

## Palmarés
2011
- 1 etapa de la Vuelta a Venezuela

2012
- Campeonato de Venezuela en Ruta
- 1 etapa de la Vuelta a Venezuela

2014
- Campeonato de Venezuela en Ruta

2015
- 1 etapa de la Vuelta a Venezuela

2016
- 2 etapas de la Vuelta a Venezuela

2017
- 2 etapas de la Vuelta a Venezuela

2019
- 1 etapa de la Vuelta Ciclista a Miranda
- 2 etapas de la Vuelta a Venezuela

2021
- 1 etapa de la Vuelta a Venezuela

2022
- 1 etapa de la Vuelta al Táchira
- 2.º en el Campeonato de Venezuela en Ruta

## Equipos
- Gobernación de Trujillo (2011)
- Gobernación del Zulia (2012)
- Gobernación de Yaracuy - Androni (2014)
- Vzla País Futuro-Fina Arroz (2021-)
  - Vzla País Futuro-Fina Arroz (2021)
  - Venezuela País Futuro (2022-)